# أنقليس ثعباني كوري
أنقليس ثعباني كوري (الاسم العلمي: Pisodonophis sangjuensis) هو نوع من الأسماك، يتبع فصيلة الأنقليس الثعباني.